# Império da Kamélia
O Grêmio Recreativo Escola de Samba Império da Kamélia é uma escola de samba de Manaus, o estado brasileiro do Amazonas. Está localizada ao lado do Olímpico Clube, na Avenida Constantino Nery, no bairro de São Geraldo na Zona Centro-Sul de Manaus.

## História
A Império da Kamélia tem ligação com o Olímpico Clube, ainda que possua uma diretoria em separado; seu nome é uma referência à boneca Kamélia, considerada patrimônio imaterial do Estado do Amazonas, e cuja origem é atrelada ao Olímpico.
Em 2006 a Império da Kamélia fez a sua estréia no sambódromo de Manaus. Em 2008, homenageou a Polícia Militar do Estado do Amazonas. Em 2009 sagrou-se campeã do grupo de acesso B (3ª divisão) homenageando o santo São Jorge com o enredo: "São Jorge - O Guerreiro da Arte, do Amor e da Fé".
Em 2011, com o enredo: "Do Arco da Velha, coisas que o tempo levou", chegou ao vice-Campeonato do Grupo de Acesso A (2ª divisão) conquistando uma vaga no grupo especial (1ª divisão) do carnaval Manauara. Em 2012 a agremiação levou ao Sambódromo de Manaus o enredo: "Chico da Silva & da Selva", numa homenagem ao compositor e sambista amazonense, Chico da Silva. Foi campeã em 2014 do Grupo de Acesso A e com isso estreou no Grupo Especial em 2015, com o enredo sobre a Luz. 

## Segmentos

### Presidentes
| Nome            | Mandato        | Ref.  |
| --------------- | -------------- | ----- |
| Almério Botelho | ? - atualidade | [ 5 ] |

### Diretores
| Ano  | Diretor de Carnaval | Diretor de harmonia | Mestre de bateria | Ref.  |
| ---- | ------------------- | ------------------- | ----------------- | ----- |
| 2015 |                     |                     | Iron Maciel       | [ 6 ] |
| 2017 |                     |                     |                   |       |

### Casal de Mestre-sala e Porta-bandeira
| Ano  | Nome                        | Ref. |
| ---- | --------------------------- | ---- |
| 2012 | Marcos Sahdo e Dayane Serra |      |
| 2015 |                             |      |

### Corte de bateria
| Ano  | Rainha         | Madrinha | Ref.  |
| ---- | -------------- | -------- | ----- |
| 2006 | Priscila Karla |          | [ 7 ] |
| 2012 | Luana Correa   |          |       |
| 2015 |                |          |       |

## Carnavais
| Ano  | Colocação    | Grupo    | Enredo | Carnavalesco  | Intérprete   | Ref         |
| ---- | ------------ | -------- | --- | ------------- | ------------ | ----------- |
| 2006 | Avaliação    | Acesso B | Kamélia: Assim Nasceu a Minha Escola |               |              |             |
| 2007 | Avaliação    | Acesso B | Compensa 40 Anos - A Gigante da Zona Oeste |               |              |             |
| 2008 | 4º lugar     | Acesso B | De um Decreto Imperial Surgiu a Policia Militar no Carnaval |               |              |             |
| 2009 | Campeã       | Acesso B | São Jorge - O Guerreiro da Arte, do Amor e da Fé |               |              | [ 3 ]       |
| 2010 | 9º lugar     | Acesso A | Cirandas, Os Encantos de Manacá Compositores: Iomar Japonês, Clemente Furtado, Miguel Zamba e Paulino Braga |               |              |             |
| 2011 | Vice-campeã  | Acesso A | Do Arco-da-Velha Coisas que o vento Levou Compositores: Iomar Japonês, Daniel Sales, Aôr Amorim |               |              | [ 5 ]       |
| 2012 | 3º lugar     | Acesso A | Chico da Silva e da Selva |               |              | [ 4 ] [ 5 ] |
| 2013 | Vice-campeã  | Acesso A | Sagrado, profano e histórico… a Império da Kamélia pinta o 7 na avenida Compositores: Xinaider Schineider, Paulino Braga, Iomar Japonês, Júnior Rodrigues, Bosco Guimarães, Frank do Cavaco, Levy Araújo e Sandro Romero. |               |              | [ 8 ]       |
| 2014 | Campeã       | Acesso A | Celebrando a cultura . . . Kamélia brinca as festas do meu Amazonas |               |              |             |
| 2015 | 8º lugar     | Especial | Luz - Energia que move o mundo | Luiz Fernando | Marcelo Buiú | [ 6 ]       |
| 2016 | 6º lugar     | Acesso A | Oxum na festa das águas claras de Oxalá |               |              |             |
| 2017 | Não Desfilou | Acesso A | Kamélia, de Majestade a Patrimônio Cultural na Passarela do Samba |               |              | [ 9 ]       |
| 2018 | Rebaixada    | Acesso A | |               |              |             |